# Alsodes igneus
Alsodes igneus är en groddjursart som beskrevs av César C. Cuevas och J. Ramón Formas 2005. Alsodes igneus ingår i släktet Alsodes och familjen Cycloramphidae. IUCN kategoriserar arten globalt som otillräckligt studerad. Inga underarter finns listade i Catalogue of Life.